# Telč
Telč [Tèltch] (en allemand : Teltsch) est une ville du district de Jihlava, dans la région de Vysočina, en Tchéquie. Sa population s'élevait à 5 185 habitants en 2024.
La ville est célèbre pour son centre-ville inscrit depuis 1992 sur la liste du patrimoine mondial de l'UNESCO.

## Géographie
Telč se trouve à 26 km au sud-ouest de Jihlava et à 124 km au sud-est de Prague.

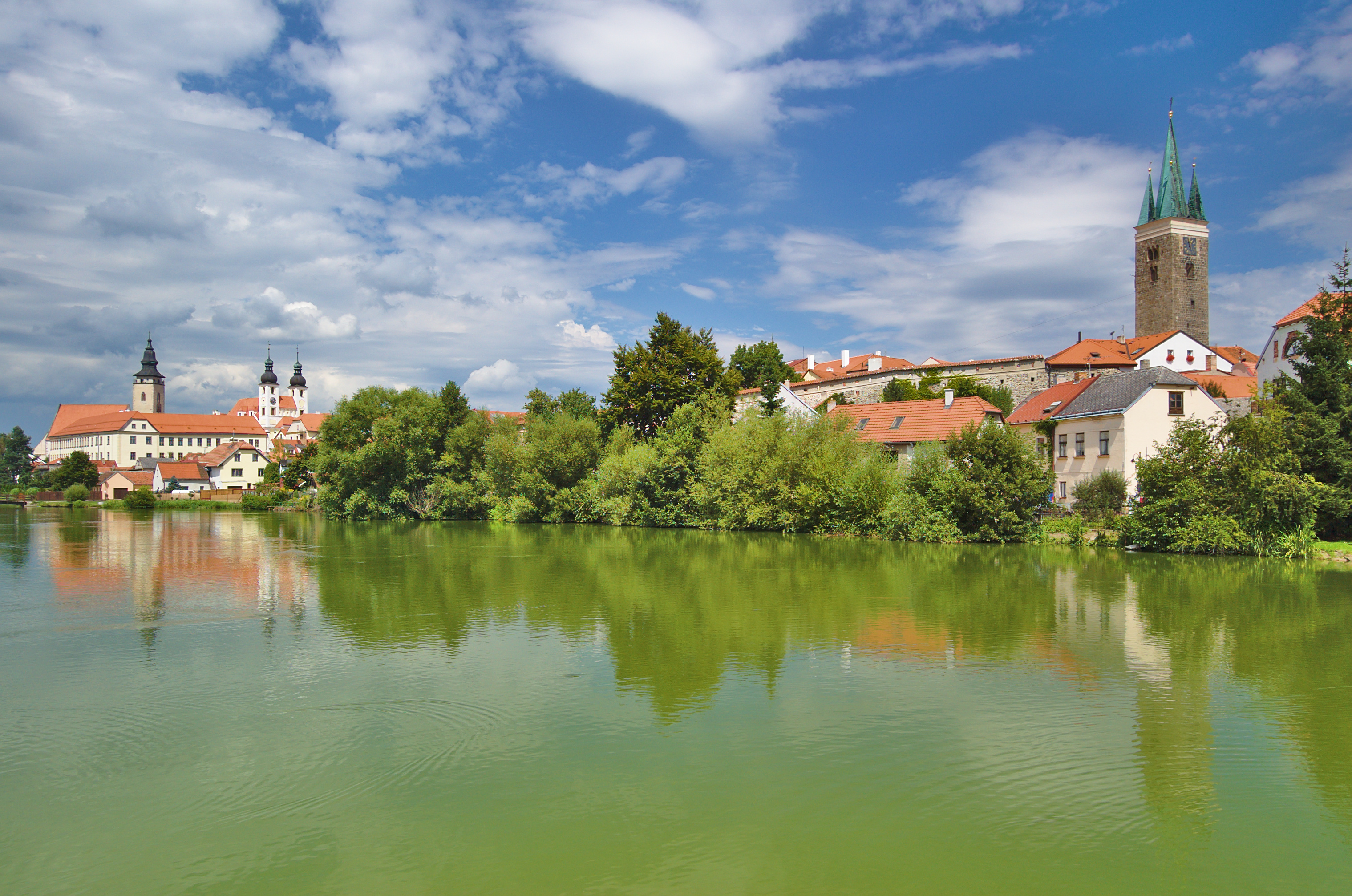
Étang Ulický et centre ville.

La commune est limitée par Vanov, Volevčice et Mysliboř au nord, par Dyjice à l'est, par Radkov, Černíč et Kostelní Myslová au sud, et par Horní Myslová, Krahulčí et Hostětice à l'ouest. Le quartier de Studnice, situé au nord de la ville de Telč, est séparé du reste de la commune par Volevčice.

## Histoire
La première mention écrite de Telč date de 1315. Le château a été construit par Zacharie de Hradec dont la place principale porte le nom.
Selon le recensement de 1930, Telč comptait 4 270 habitants, dont 4 182 de nationalité tchécoslovaque et 29 de nationalité allemande ; 3 924 habitants se déclarèrent catholiques romains, 169 évangéliques, 32 membres de l'Église hussite tchécoslovaque et 78 juifs.

## Population
Recensements (*) ou estimations de la population :
| 1869* | 1880* | 1890* | 1900* | 1910* | 1921* |
| ----- | ----- | ----- | ----- | ----- | ----- |
| 4 733 | 5 272 | 5 079 | 4 785 | 4 647 | 4 533 |

| 1930* | 1950* | 1961* | 1970* | 1980* | 1991* |
| ----- | ----- | ----- | ----- | ----- | ----- |
| 4 420 | 4 288 | 5 146 | 5 367 | 5 875 | 6 049 |

| 2001* | 2011* | 2015  | 2016  | 2017  | 2018  |
| ----- | ----- | ----- | ----- | ----- | ----- |
| 6 053 | 5 540 | 5 482 | 5 445 | 5 410 | 5 339 |

| 2019  | 2020  | 2021  | 2022  | 2023  | 2024  |
| ----- | ----- | ----- | ----- | ----- | ----- |
| 5 276 | 5 273 | 5 151 | 5 140 | 5 239 | 5 185 |

## Patrimoine
Telč est un parfait exemple de l'art de la Renaissance italienne au nord des Alpes et possède la place du marché Zacharias von Neuhaus (de) (ou von Hradec), l'une des plus grandes de Tchéquie, forme un triangle allongé.
Le centre historique de la ville a été déclaré réserve de monuments urbains en 1970.
- Place du Marché : les maisons de ville (par exemple la maison Chornitzer et la maison Michal) dans les styles Renaissance et baroque des XVIe et XVIIe siècles forment le centre-ville historique, qui depuis 1992 figure comme site du patrimoine mondial de l'UNESCO. A l'est de la place se dresse la colonne mariale, au nord la fontaine Marguerite.

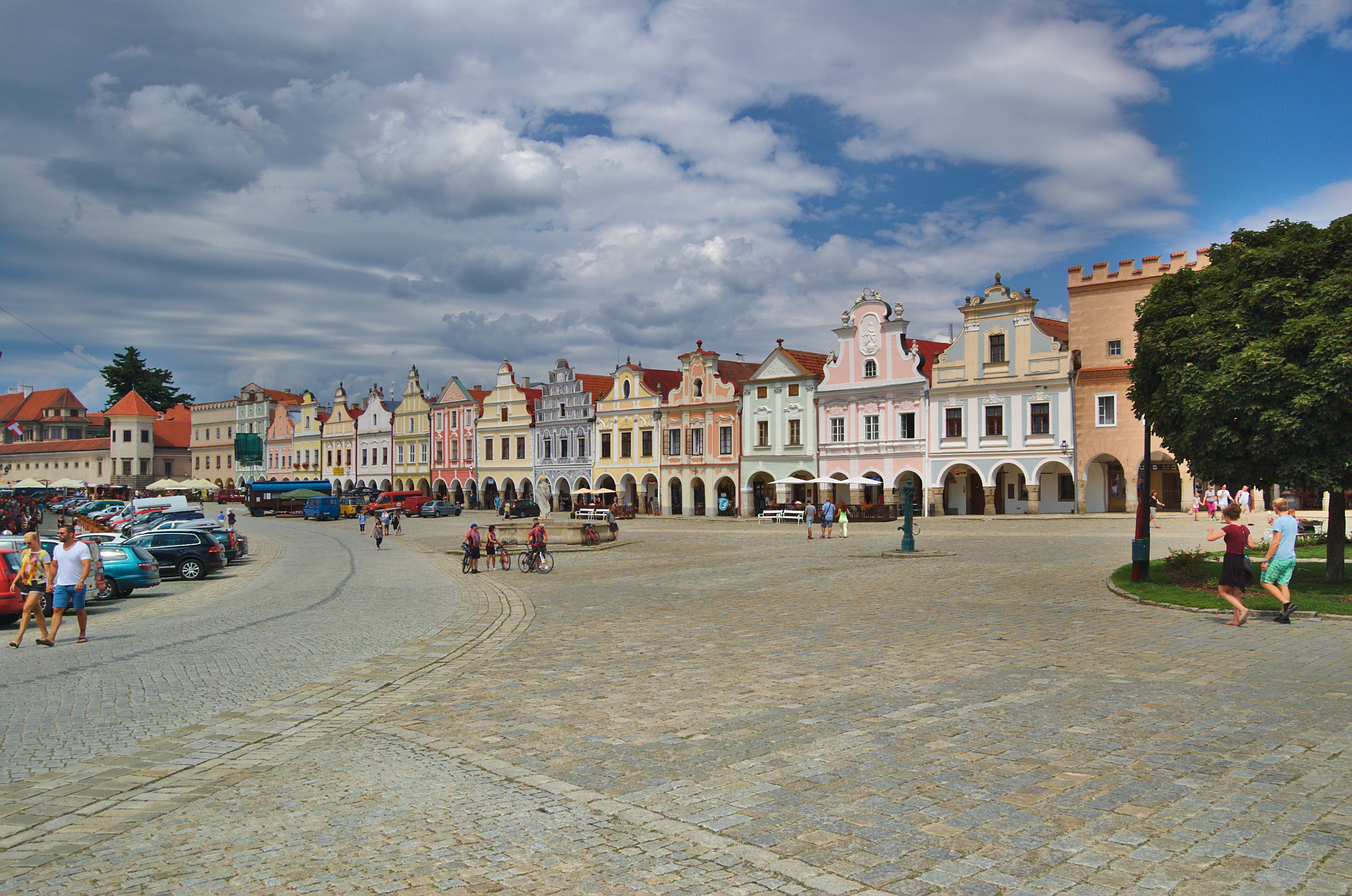
Place du marché Zacharie de Hradec.

- Hôtel de ville
- Château de Telč

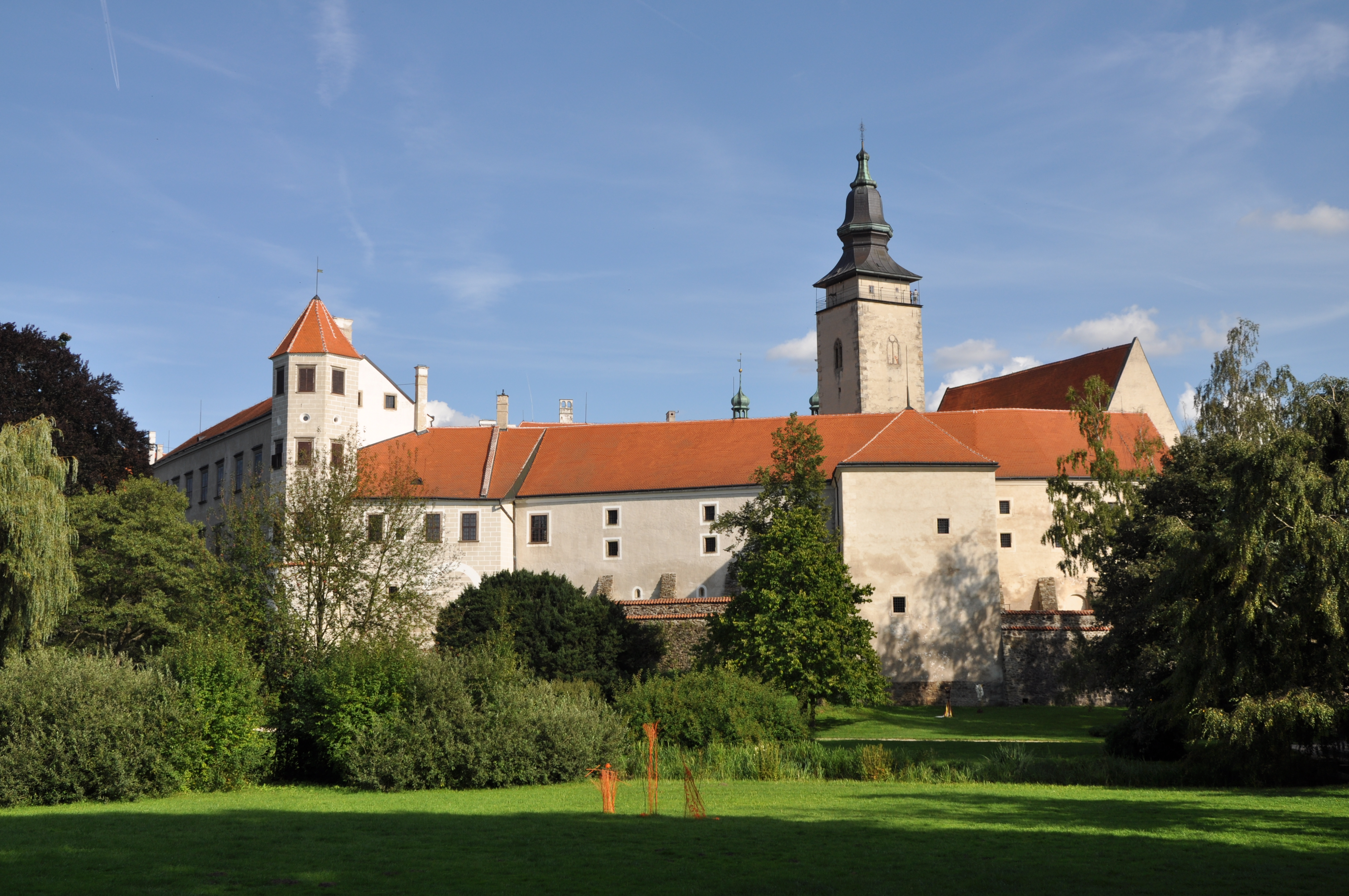
Château de Telč.
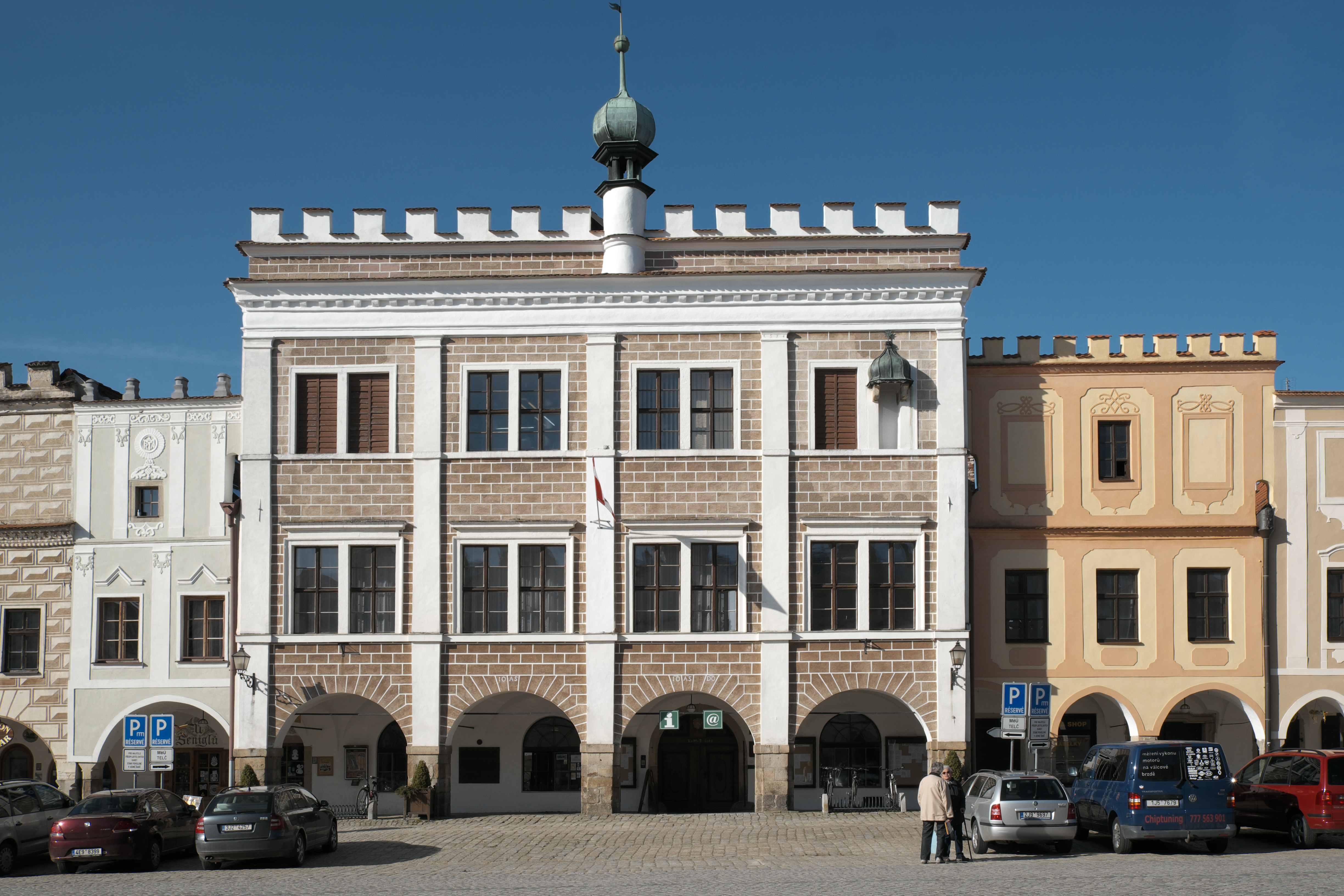
Hôtel de ville.

- Maison Teltscher (Telčský dům)
- Fortifications de la ville
- Église du Saint-Esprit (Kostel svatého Ducha)
- Église paroissiale Saint-Jacques (Kostel svatého Jakuba Staršího)
- Ancien collège jésuite et église jésuite (construite en 1666)
- Église Notre-Dame ( Kostel Matky Boží )
- Vieille ville
- Cimetière juif et ancienne synagogue

La ville possède en outre un musée, annexe de la Galerie nationale à Prague dédié au peintre Jan Zrzavý qui lui a légué son œuvre.
La ville, en particulier la place Zacharie de Hradec, a servi de décor à plusieurs films. Vojtěch Jasný y a tourné la comédie fantastique Un jour un chat. Le cinéaste bavarois Werner Herzog y a également tourné son film Woyzeck (1979), ainsi que quelques plans de Nosferatu, fantôme de la nuit.

## Transports
Par la route, Telč se trouve à 14 km de Třešť, à 30,5 km de Jihlava et à 154 km de Prague.

## Jumelages
- Belp (Suisse)
- Figeac (France)
- Rothenburg ob der Tauber (Allemagne)
- Šaľa (Slovaquie)
- Waidhofen an der Thaya (Autriche)
- Wilber (États-Unis)